# Stephen Bonsal
Stephen Bonsal (Baltimora, 29 marzo 1865 – 8 giugno 1951) è stato uno storico e giornalista statunitense.

## Biografia
Nato a Baltimora, nello stato statunitense del Maryland, studiò al St. Paul's School nella città di Concord nel New Hampshire. In seguito viaggiò in Europa e studiò in Heidelberg, Bonn e Vienna. Fu il traduttore ufficiale del presidente Woodrow Wilson durante la conferenza di pace del 1919 tenutasi a Parigi.
Fu un corrispondente del New York Herald (1885–1907), specializzato nel riportare gli sviluppi dei vari conflitti militari dell'epoca. Nel 1945 venne premiato con il premio Pulitzer per la storia.

## Opere
- Morocco as It Is (1894)
- The Real Condition of Cuba Today (1897)
- The Fight for Santiago (1899)
- The Golden Horseshoe (1906)
- The American Mediterranean (1912)
- Edward Fitzgerald Beale (1912)
- Heyday in a Vanished World (1937)
- Unfinished Business (1944)
- When the French Were Here (1945)
- Suitors and Supplicants (1946)
- The Cause of Liberty (1947)